# Scooby-Doo (film)
Scooby-Doo este un film american din 2002, în regia lui Raja Gosnell. Este primul din seria de filme în acțiune pe viu Scooby-Doo. A fost lansat pe 14 iunie 2002. 
O continuare, Scooby Doo: Monștri dezlănțuiți, a apărut în 2004.